# مسجد كامبونج منتيري
مسجد كامبونج منتيري يقع المسجد في منطقة كامبونج منتيري، والتي تبعد حوالي سبعة عشر كيلومتر من مدينة بندر سري بكاوان عاصمة بروناي.

## البناء
تم البدء في بناء مسجد كامبونج منتيري في السابع والعشرين من شهر سبتمبر من عام 1982، في موقع أرض مساحتها 0.5 فدان، واكتمل البناء في الرابع والعشرين من شهر أغسطس من عام 1983، وبلغت نفقات البناء 300,000.00 دولار.

## الافتتاح
افتتح مسجد كامبونج منتيري رسميا يوم الجمعة الثالث والعشرين من شهر ربيع الآخر من عام 1404 هـ الموافق السابع والعشرين من شهر كانون الثاني من عام 1984، وذلك بالتزامن مع اليوم الوطني لبروناي دار السلام، وتبلغ قدرة المسجد الاستيعابية ما يصل إلى 260 مصلي.

## التوسعة
نظرا لتزايد أعداد المصلين، فقد تم بناء مبنى إضافي للمسجد الأصلي، وبدأت أعمال البناء في عام 1990، واكتمل البناء في عام 1992، مع نفقات بناء بلغت 50,000.00 دولار، ويمكن للمسجد الآن أن يستوعب 600 مصلي في وقت واحد.